# Another Day (Bryan Adams)
Another Day è una canzone del cantante canadese Bryan Adams, ed è il sesto singolo estratto dall'album Into the Fire.
È stata scritta da Adams e Jim Vallance a Vancouver, in Canada; la scrittura della canzone è stata completata nel 1985. Il brano è stato registrato nel settembre 1986 presso il Cliffhanger Studios, ad ovest di Vancouver, di proprietà di Adams, ed è stata prodotta da Bob Clearmountain, nel gennaio 1987, presso gli AIR Studios di Londra.Another Day, che è stato pubblicato come lato B di Heat of the Night, ha raggiunto la posizione numero 33 nella classifica Mainstream Rock Songs.
Il brano è presente nel cofanetto Live at the Royal Albert Hall del 2023.

## Band di supporto
- Bryan Adams – chitarra ritmica, chitarra solista, voce
- Jim Vallance – pianoforte, percussioni
- Keith Scott – chitarra armonica
- Robbie King – organo
- Dave Taylor – basso
- Mickey Curry – batteria

## Classifiche
| Classifica (1987)             | Posizione massima |
| ----------------------------- | ----------------- |
| Stati Uniti (mainstream rock) | 33                |